# Orla Góra
Orla Góra est une localité polonaise de la gmina de Biała Rawska, située dans le powiat de Rawa Mazowiecka en voïvodie de Łódź.